# Kai Rapsch
Kai Rapsch (* 1978 in Berlin) ist ein deutscher Oboist, Englischhornist und Unternehmer.

## Leben
Rapsch besuchte das Musikgymnasium Carl Philipp Emanuel Bach in Berlin. Im Alter von 15 Jahren trat er als Jungstudent in das Julius-Stern Institut der Universität der Künste Berlin ein. Ab 1997 studierte er in der Oboenklasse von Burkhard Glaetzner. Von 2000 bis 2004 studierte er bei Günther Passin an der Hochschule für Musik und Theater München.
Während seines Studiums war er Mitglied des Mozarteumorchesters Salzburg. Seit 2004 ist er Solo-Englischhornist und Oboist bei den Münchner Philharmonikern. Außerdem ist er Dozent an der dortigen Orchesterakademie.
Recitals und Kammerkonzerte sowie Meisterkurse führten ihn zu Musikfestivals nach Dresden, Salzburg und Mecklenburg-Vorpommern sowie nach Japan und Südkorea. Solistisch trat er beim Mozarteumorchester Salzburg, Kammerensemble Salzburger Orchester Solisten, Bach Collegium München und Neuen Bachischen Collegium Musicum Leipzig hervor.
2012 gründete er die Firma Reeds for Oboes, mit der er handgefertigte Rohre für Englisch Horn, Oboe d’amore und Oboe weltweit vertreibt.

## Auszeichnungen
1994/95 war er Musik-Stipendiat der Jürgen Ponto-Stiftung zur Förderung junger Künstler. Wiederholt wurde er beim Bundeswettbewerb Jugend musiziert ausgezeichnet. 1999 war er Preisträger beim internationalen Wettbewerb der Konzertgesellschaft München. 2000 erhielt er den 2. Preis im Oboenwettbewerb der Händel-Festspiele, dem Händel-Förderpreis der Stadt Halle.

## Diskografie
- Various: LeiseLaute (Cybele Records/Deutsche Gesellschaft für Elektroakustische Musik, 1997)
- Dieter Schleip: Komponiert in Deutschland 07 (Edition Filmmusik, 2008)